# E-Government-Gesetz Berlin

Das E-Government-Gesetz Berlin regelt die Digitalisierung der Berliner Verwaltung. Es soll dafür sorgen, dass neue Informations- und Kommunikationstechniken eingeführt und verwendet werden. Nach § 2 Abs. 2 sollen die Maßstäbe der Transparenz, Wirtschaftlichkeit, Sicherheit, Bürgerfreundlichkeit, Unternehmensfreundlichkeit, Benutzerfreundlichkeit und Barrierefreiheit gelten. Nach 4 Jahren
  sollte eine Evaluation stattfinden. Zentral verantwortlich ist die Senatsverwaltung für Inneres und Sport.

## Abschnitte
Das Gesetz umfasst 4 Abschnitte mit 4 Paragraphen.
Die Abschnitte sind:
- 1: Grundlagen
- 2: Verwaltungshandeln im E-Government
- 3: IKT-Steuerung
- 4: Schlussvorschriften

## Pflichten für die Verwaltung
Das Gesetz enthält zahlreiche Umsetzungsvorschriften für die Verwaltung. Zentral ist die Einführung der elektronischen Akte bis 1. Januar 2025
 und die Bereitstellung einer De-Mail-Adresse. Begleitend müssen die Formulare für die Bearbeitung mittels IT-Verfahren geöffnet werden und es muss ein sicherer elektronischer Identitätsnachweis angeboten werden. Dafür ist es notwendig, die Prozesse zu optimieren und Abläufe zentral zu erfassen. Das zentrale Serviceportal von Berlin muss ausgebaut werden. Für alle Behörden ist ein Informations-Sicherheits-Management-System (ISMS) verpflichtend.

## IKT-Staatssekretär
Das Gesetz führt in § 21 einen IKT-Staatssekretär ein. Diesem obliegt die Steuerung der Verwaltungsmodernisierung, der IKT-Nutzung und der E-Government-Entwicklung. Er ist für alle Prozesse von der Beschaffung neuer Software über die Einhaltung einheitlicher Standards bis zur Bereitstellung von Mitteln im Haushalt zuständig. Darüber hinaus berichtet er im Lenkungsrat für IKT, E-Government und Verwaltungsmodernisierung und weiteren Gremien der Berliner Verwaltung.